# أكرم العجوري
أكرم العجوري هو عضو المكتب السياسي لحركة الجهاد الإسلامي في فلسطين كما أنه رئيس الدائرة العسكرية في الحركة والمسؤول عن إمداد جناحها العسكري سرايا القدس بالصواريخ والأسلحة وإيصالها إلى قطاع غزة، إضافةً إلى مسؤوليته عن تدريب عناصرها في الخارج.

## الحياة المُبكّرة
وُلد أكرم العجوري في قطاع غزة وترعرع هناك؛ حيثُ درس في المدارس المحليّة للمدينة إلى أن التحقَ بحركة الجهاد الإسلامي. تزوّج العجوري في غزّة ورُزق بثلاثة أبناء هم محمد وبتول ومعاذ،  لكنّه انتقلَ في وقتٍ ما للعيشِ في سوريا وهو كثيرُ التنقل بين عددٍ من البلدان في المنطقة.

## المسيرة العسكريّة
منذُ انضمامه لحركة الجهاد؛ صعدَ أكرم العجوري تدريجيًا حيثُ شغلَ في البداية مناصب عاديّة قبل أن ينتقل لشغلِ المناصب المهمّة بما في ذلك انتخابه لعضوية المكتب السياسي للحركة في الخارج أواخر أيلول/سبتمبر 2018 بالإضافةِ إلى عضويته في مجلس شورى الحركة ولعبهِ دورًا في تمويلها وتسليحها.
حسبَ وسائل إعلام إسرائيلية؛ فإنّ تل أبيب تُحمِّل أكرم العجوري «المسؤولية الكاملة» عن إطلاق القذائف الصاروخية بشكلٍ دوري من قطاع غزة على المستوطنات في محيط القطاع، كما تربطهُ بالنظام الإيراني وتتهمهُ بربطِ «علاقات مميزة وقوية» بقائد فيلق القدس قاسم سليماني وأمين عام حزب الله اللبناني حسن نصر الله.

## محاولة الاغتيال
بعدما برزَ كأحد أهم أعضاء حركة الجهاد الإسلامي في فلسطين؛ حاولت إسرائيل اغتياله في الثاني عشر من تشرين الثاني/نوفمبر 2019 حينما قصفت منزله في مدينة داريا بسوريا لكنّها فشلت في ذلك؛ حيثُ قُتل خلال الهجوم ابنه معاذ وجُرح ستة آخرون بينما لم يُصب العجوري بأذى.

## عقوبات ضده
في 14 نوفمبر 2023، أعلنت الولايات المتحدة الأمريكية وبريطانيا فرضهما عقوباتٍ بحق العجوري ويحيى السنوار وناصر أبو شريف ومحمود الزهار ومحمد الهندي، في أعقاب اندلاع عملية طوفان الأقصى في 7 أكتوبر 2023.